# Bernadette Martin
Bernadette Martin, francoska atletinja, * 13. september 1951, Grenoble, Francija.
Nastopila je na poletnih olimpijskih igrah leta 1972 ter osvojila četrto mesto v štafeti 4x400 m. Na evropskih prvenstvih je v isti disciplini osvojila srebrno medaljo leta 1969, na evropskih dvoranskih prvenstvih pa bronasto medaljo v štafeti 4×360 m leta 1972. 20. septembra 1969 je s francosko reprezentanco izenačila svetovni rekord v štafeti 4 x 400 m.